# あきやまるな
あきやま るな（本名：秋山 照子（あきやま てるこ）、1954年〈昭和29年〉4月17日 - 2014年〈平成26年〉3月8日）は、日本の女性声優。東京都中野区出身。81プロデュース最終所属。
旧芸名は本名のほか、秋山 るな（あきやま るな）、あきやま ひかり。

## 来歴
小学生の頃は看護婦になることが夢だったが、中学時代に外国映画を見るようになってからは声優を目指した。『0011ナポレオン・ソロ』のイリヤの野沢那智に憧れていた。
1973年、桜美林高等学校卒業。
女優に憧れて芝居の勉強をしていたが、東京アナウンス学院に入学したことがきっかけで、声優に進路を転換し、声優デビュー。
テレビタレントセンター20期生。
かつてはぷろだくしょんバオバブに所属していた。一時はアクセントに所属していた時期もあった。
2014年3月8日、虚血性心不全のため死去。59歳没。

## 人物
頭身の低い役が多かった。
姉がいる。
中学時代は演劇部、高校時代は「何とかして身長を伸ばそう」とバスケット部に所属していた。
趣味・特技はファンク、ヒップホップ、旅行、読書。

## 後任
あきやまの没後、持ち役を受け継いだ声優は以下の通り。
| 後任     | 役名         | 概要作品                     | 後任の初担当作品 |
| -------- | ------------ | ---------------------------- | ---------------- |
| 根本圭子 | がんこちゃん | 『ざわざわ森のがんこちゃん』 | 2015年10月放送分 |

## 出演
太字はメインキャラクター。

### テレビアニメ
1975年
- わんぱく大昔クムクム（チルチル）

1978年
- ルパン三世 (TV第2シリーズ)

1979年
- ゼンダマン（ダンゴロー）

1980年
- 怪物くん（第2作）
- タイムパトロール隊オタスケマン（小野小町、お花、みほ、ワルダー、オペレーター、恐竜の子供、星野ひとみ、小坊主、東南ミナミ、女性隊員、美人の声、テレボット）
- とんでも戦士ムテキング（女の子）

1981年
- ゴールドライタン（コスモスの少女）
- 新・ど根性ガエル
- 忍者ハットリくん（1981年 - 1987年、ゆめ子）
- ヤットデタマン（お花）

1982年
- 逆転イッパツマン（子々竹破多子、結ばれないタコ）
- ゲームセンターあらし（生徒E）
- 十五少年漂流記（ドール）
- 新みつばちマーヤの冒険（マーヤ）
- トンデラハウスの大冒険（ツク坊）
- 魔法のプリンセス ミンキーモモ（レイ、シベール、アン、みぞれ）

1983年
- イタダキマン（パメラ）
- キャプテン
- 銀河漂流バイファム（1983年 - 1984年、ペンチ・イライザ）
- サイコアーマー・ゴーバリアン（ピケ）
- 特装機兵ドルバック（メル）
- パソコントラベル探偵団（飛鳥悠）
- フクちゃん（アキオくん）
- レディジョージィ（ラップ、マリア）

1984年
- アタッカーYOU!（葉月サニー）
- OKAWARI-BOY スターザンS（マーメイ）
- 魔法の天使クリィミーマミ（マリアン）
- よろしくメカドック（女の子、ポーターズ）

1985年
- 超獣機神ダンクーガ（ダニエラ、クララ）
- 超力ロボ ガラット（1984年 - 1985年、女の子、ボーズ）
- へーい!ブンブー（子供）

1986年
- オズの魔法使い（ジンジャー）

1987年
- シティーハンター（リリー）

1988年
- エスパー魔美（杏子）
- それいけ!アンパンマン（みるくぼうや〈初代〉、たまごちゃん〈2代目〉）

1989年
- 青いブリンク（ウンモ）

1990年
- 美味しんぼ（順子、ミス・カリフォルニア）
- 昆虫物語 みなしごハッチ（マー坊、タンマ、クマオ）
- 魔法のエンジェルスイートミント（ノエル）
- YAWARA!（1990年 - 1996年、邦子） - 1シリーズ + 特別編1作品
- 笑ゥせぇるすまん（白川冴子）

1994年
- コボちゃんスペシャル 祭りがいっぱい!（ヒロコ）

1998年
- 銀河漂流バイファム13（ペンチ・イライザ）
- 名探偵コナン（1998年 - 2006年、伊東めぐみ）

2001年
- アークエ・ファミリー（アーマ）

2002年
- キ・ファイターテラン（チチア）

2003年
- ボボボーボ・ボーボボ（しじみ弟）

2004年
- アークエとガッチンポー（2004年 - 2005年、アーマ） - 2シリーズ
- とっとこハム太郎 はむはむぱらだいちゅ!（キジくん）

### 劇場アニメ
- まことちゃん（1980年）
- 忍者ハットリくん ニンニン忍法絵日記の巻（1982年、ゆめ子）
- 忍者ハットリくん ニンニンふるさと大作戦の巻（1983年、ゆめ子）
- 忍者ハットリくん+パーマン 超能力ウォーズ（1984年、ゆめ子）
- 忍者ハットリくん+パーマン 忍者怪獣ジッポウVSミラクル卵（1985年、夢子）
- それいけ!アンパンマン ばいきんまんの逆襲（1990年、ミルクぼうや）
- それいけ!アンパンマン アンパンマンとゆかいな仲間たち（1992年、ミルクぼうや）

### OVA
- 銀河漂流バイファム カチュアからの便り（1984年、ペンチ・イライザ[16]）
- 銀河漂流バイファム 集まった13人（1984年、ペンチ・イライザ[16]）
- 銀河漂流バイファム 消えた12人（1985年、ペンチ・イライザ[16]、ボギー）
- 銀河漂流バイファム “ケイトの記憶” 涙の奪回作戦!!（1985年、ペンチ・イライザ[16]）
- 魔法のプリンセス ミンキーモモ 夢の中の輪舞（1985年、レイ）
- 夢次元ハンターファンドラ（美女兵士）
- ザ・ヒューマノイド 哀の惑星レザリア（1986年、イグナシア）
- さばくの国の王女さま（2001年）[17]

### ドラマアルバム
- 銀河漂流バイファム 「金曜劇場」 ジェイナス愛の航海日誌…気分はもう主役（ペンチ・イライザ）

### 吹き替え

#### 映画
- 愛のそよ風（マーシー〈ジェイミー・スミス・ジャクソン〉）※フジテレビ版
- 白いドレスの女（ヘザー・クラフト）※テレビ朝日版
- 来来キョンシーズ!（ベビーキョンシー）

#### ドラマ
- ミステリー・グースバンプス（タラ・ウェブスター）

#### アニメ
- おまかせ!プルーデンスおばさん（ルイス）
- ザ・シンプソンズ（セシル、縄跳び女の子）
- マジック・スクール・バス （ジャネット〈初代〉）
  - マジック・スクール・バスII

### 人形劇
- ざわざわ森のがんこちゃん（がんこちゃん〈初代〉）
- プリンプリン物語（フラワー、ボーズワースの母）

### テレビ番組
- ママとあそぼう!ピンポンパン（バビちゃん）

### ラジオ
- 週刊ラジオアニメック（アシスタント）